# Lamprolobium fruticosum
Lamprolobium fruticosum är en ärtväxtart som beskrevs av George Bentham. Lamprolobium fruticosum ingår i släktet Lamprolobium och familjen ärtväxter. Inga underarter finns listade i Catalogue of Life.